# هاچیسوکا ایه‌ماسا

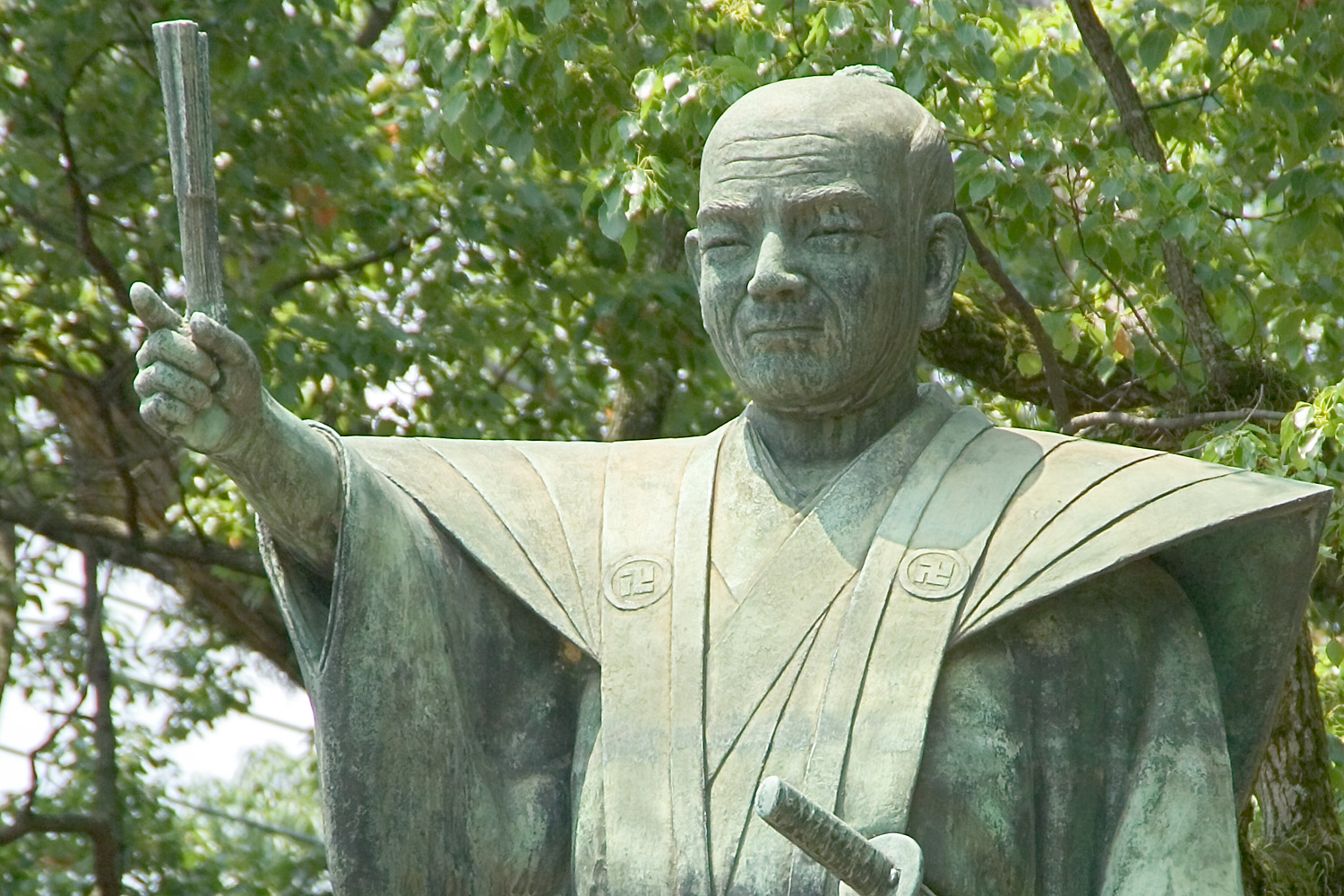
مجسمه هاچیسوکا ایه‌ماسا

هاچیسوکا ایه‌ماسا (به ژاپنی: 蜂須賀 家政 Hachisuka Iemasa) (۱۵۵۸ - فوریه ۲، ۱۶۳۹) یکی از دایمیو‌های ژاپنی در اوایل دوره ادو بود. او پسر هاچیسوکا کوروکو بنیانگذار قلمروی توکوشیما (ولایت آوا) بود. او هم در خدمت اودا نوبوناگا و هم در خدمت تویوتومی هیده‌یوشی بود و در تهاجم هیده‌یوشی به کره (۱۵۹۸–۱۵۹۲) شرکت داشت. ایه‌ماسا در نبرد سکیگاهارا در جبههٔ توکوگاوا ایه‌یاسو جنگید. پس از جنگ به او اجازه داده شده به املاک خود برگردد و در آنجا به خدمات خود ادامه دهد.